# Облапинский, Борис Арсеньевич
Бори́с Арсе́нтьевич Обла́пинский (26 ноября 1931, Пермь — 23 сентября 1974, Пермь) — музыкант, пианист, основатель и руководитель ансамбля "Бригантина", концертмейстер, один из руководителей академического хора Пермского университета, химик.

## Биография
Родился 26 ноября 1931 года.
В 1949 году с серебряной медалью окончил школу №37 г. Перми. В тот же год поступил на химический факультет Пермского университета, в 1950 году — в Пермское музыкальное училище.
В 1954 году окончил Пермский университет, а также, с отличием, училище.
Остался в Пермском университете в качестве старшего преподавателя кафедры аналитической химии. Также преподавал в Пермском музыкальном училище.

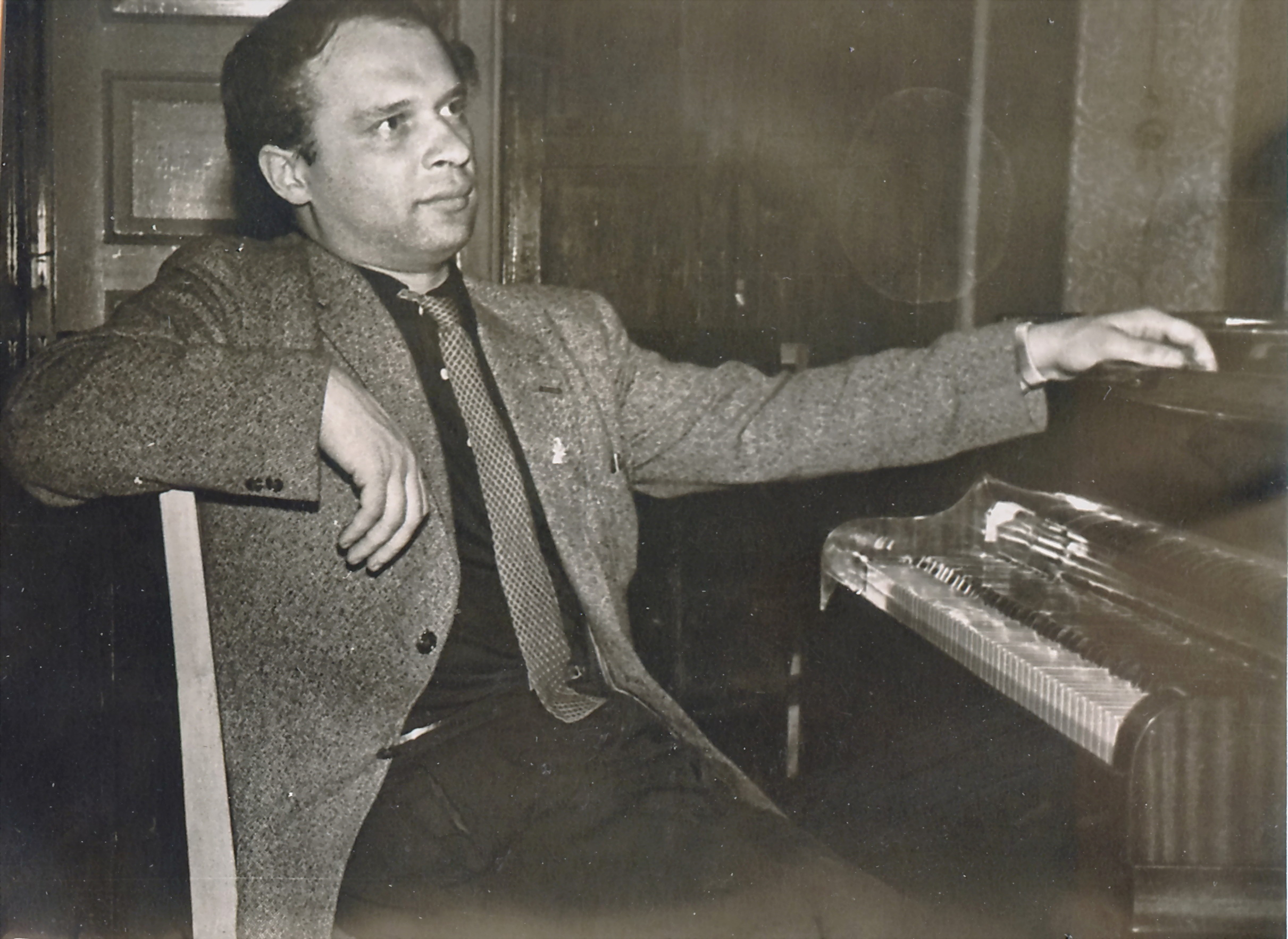
"Маэстро". Середина — конец 1960-х.

В 1954 году поступил на заочное отделение Ленинградской консерватории, попав в класс известного пианиста и педагога П. А. Серебрякова. В 1959 году окончил консерваторию, получив на выпускном экзамене "пять с плюсом" от главы государственной комиссии Г. Г. Нейгауза.
С конца 1950-х годов становится концертмейстером и одним из руководителей (вместе с Н. А. Пучковой) университетского хора Пермского университета. Руководил также ансамблем народных инструментов; его большой вклад в развитие университетской самодеятельности отмечается современниками (см., напр.).
В конце 1961 года на базе академического хора университета он создал ансамбль "Бригантина", который скоро стал известен не только в Перми, но приобрёл всесоюзную популярность, завоевав разнообразные награды, принимая участие в крупнейших фестивалях страны. Во многом коллектив состоялся благодаря энтузиазму, требовательности и настойчивости Б. А. Облапинского. От участников ансамбля его руководитель получил уважительное прозвище "Маэстро". Творчеству ансамбля был посвящён фильм "Поёт Бригантина", транслировавшийся по центральному советскому ТВ.
Кроме того, Б. А. Облапинский давал сольные концерты в Горьковском зале Пермского университета (в сопровождении хора и оркестра).
23 сентября 1974 года Б. Облапинский, страдавший тяжёлым сердечным заболеванием, умер в возрасте 43 лет.